# Ройгхайм
Ройгхайм (нем. Roigheim) — община в Германии, в земле Баден-Вюртемберг. 
Подчиняется административному округу Штутгарт. Входит в состав района Хайльбронн.  Население составляет 1441 человек (на 31 декабря 2010 года). Занимает площадь 14,01 км².

## Фотографии

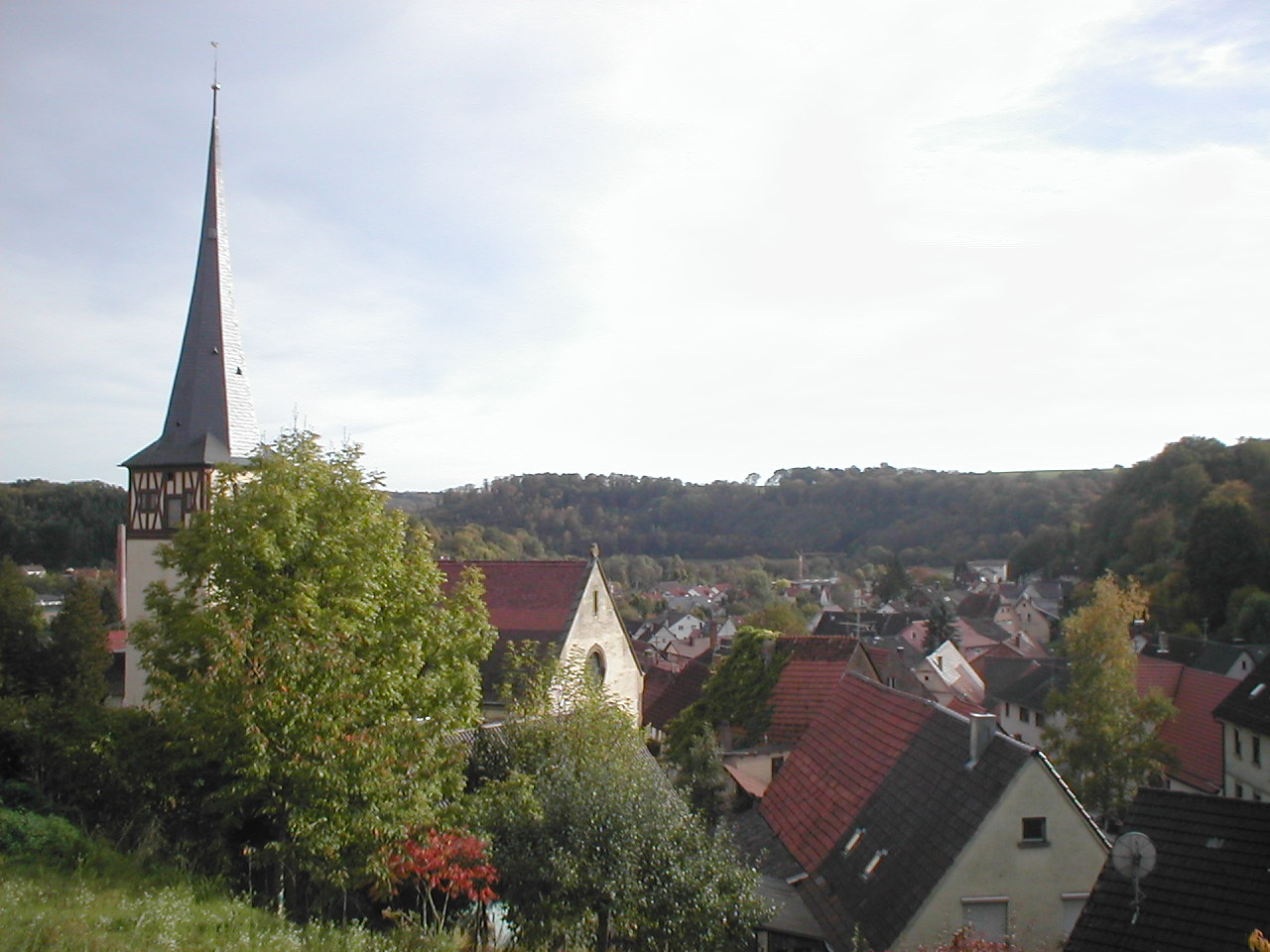
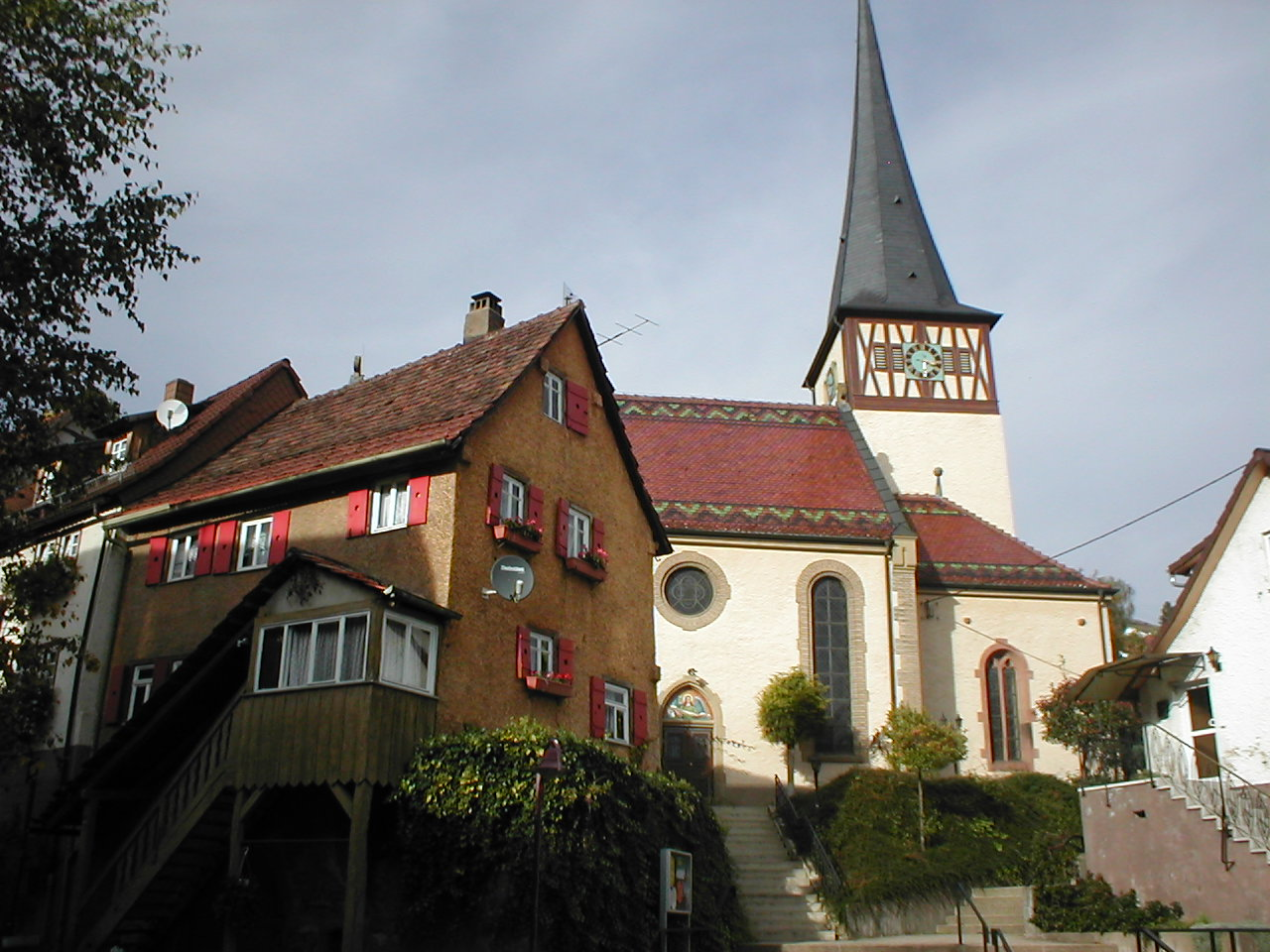
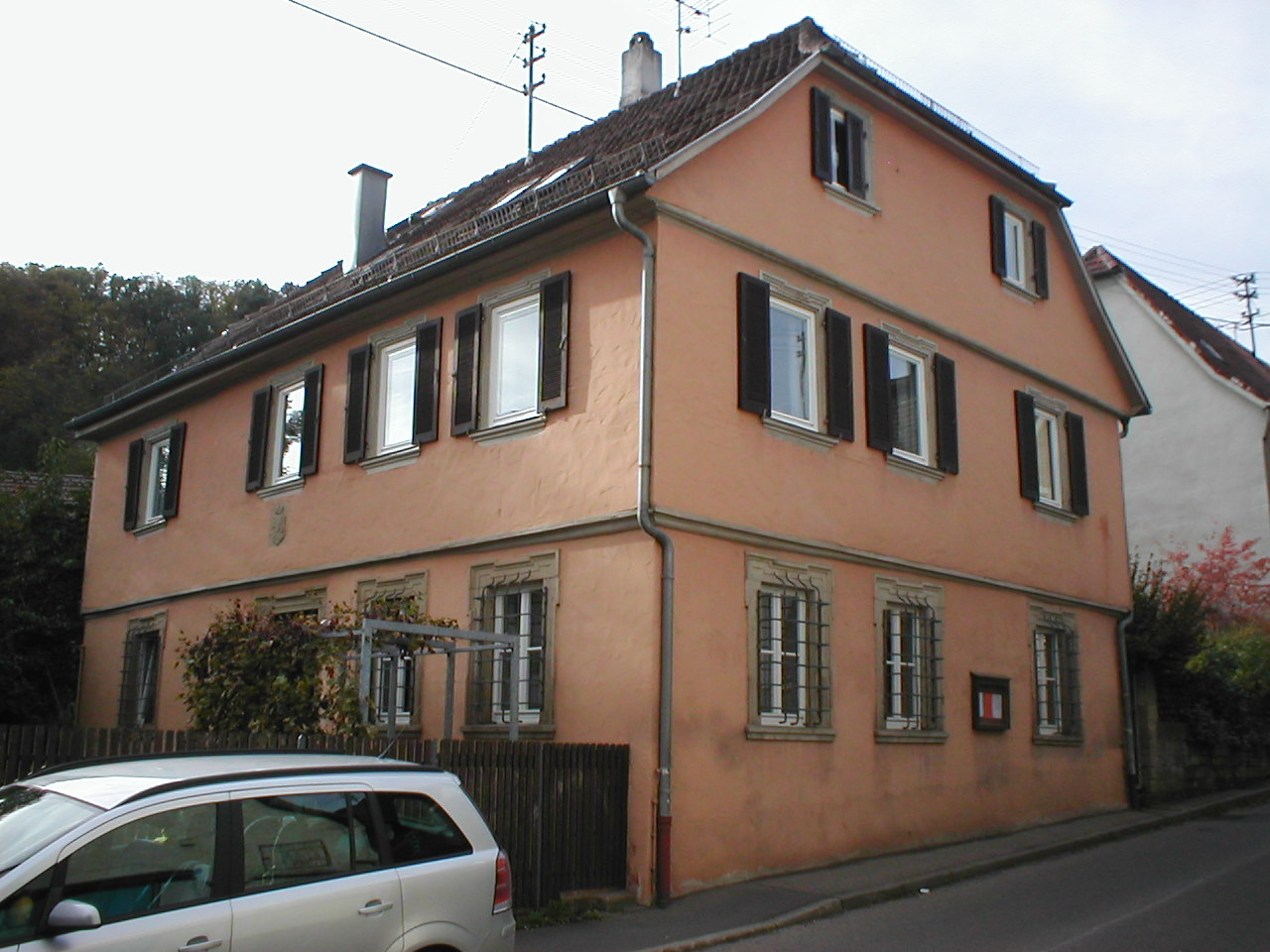
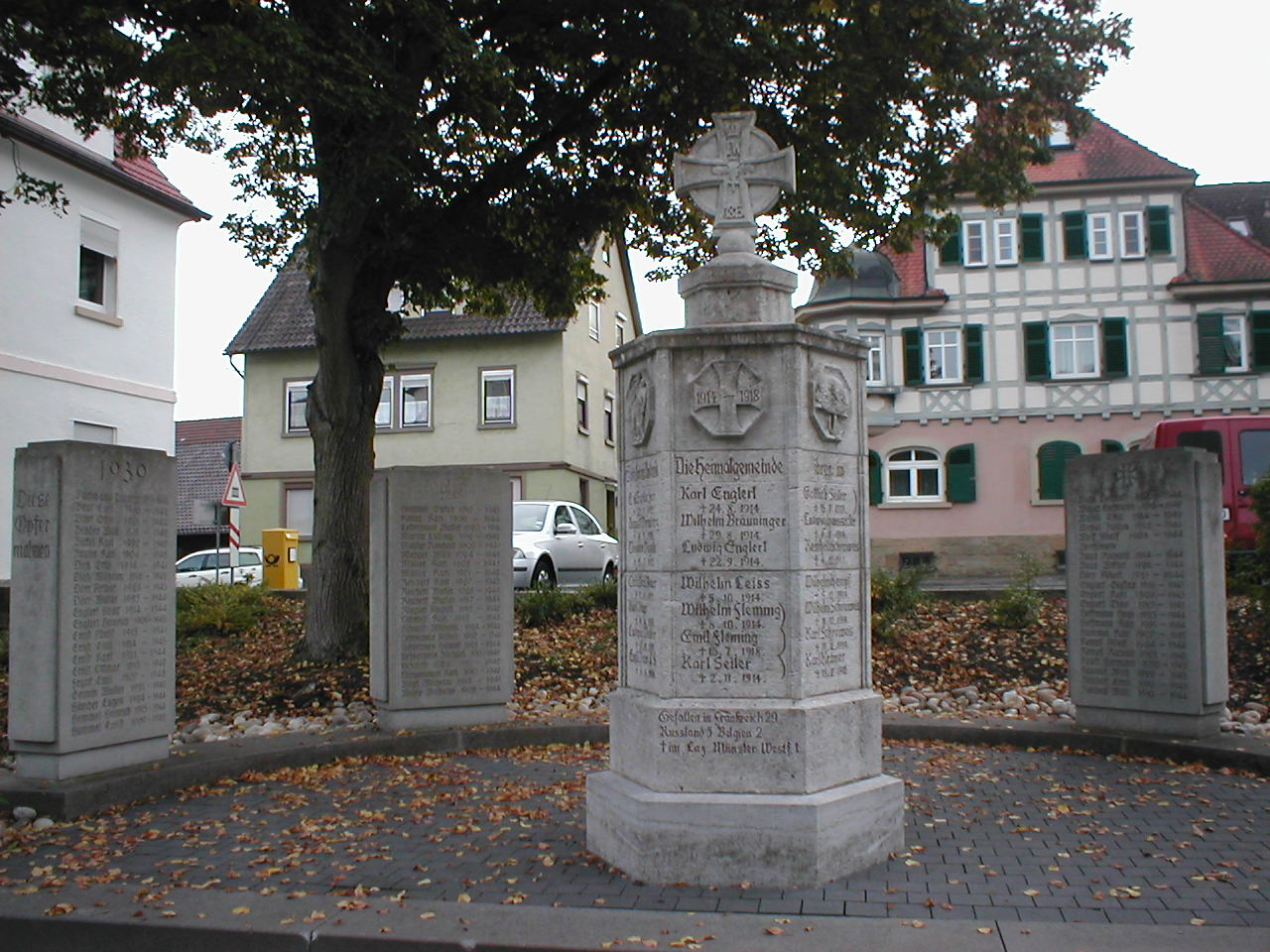
Ратуша
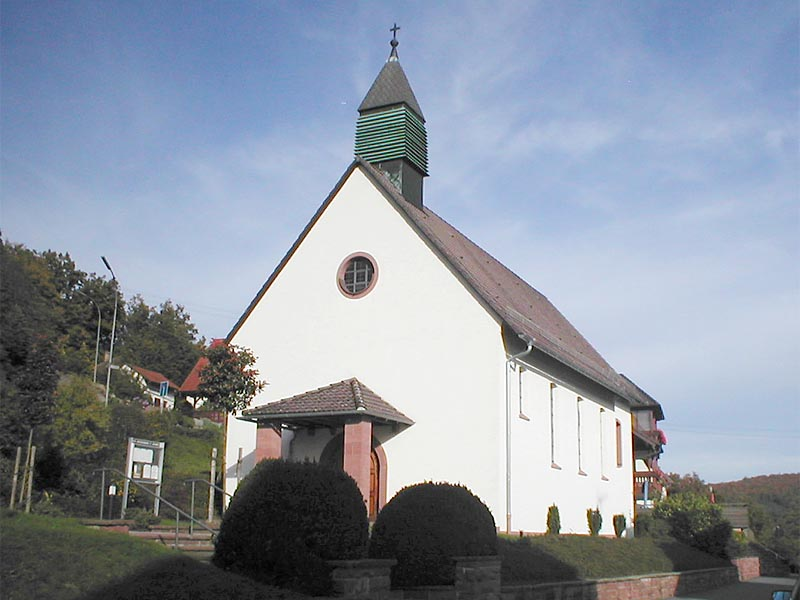
Капелла